# SVV in het seizoen 1960/61
Het seizoen 1960/1961 was het zevende jaar in het bestaan van de Schiedamse betaaldvoetbalclub SVV. De club kwam uit in de Nederlandse Eerste divisie B en eindigde daarin op de zesde plaats. Tevens deed de club mee aan het toernooi om de KNVB Beker, hierin werd het team in de groepsfase uitgeschakeld.

## Wedstrijdstatistieken

### Eerste divisie B
|       | Be Quick | Blauw-Wit | DHC   | EBOH  | Excelsior | Eindhoven | Go Ahead | Heerenveen | Helmond | Heracles | 't Gooi | RCH   | SHS   | Sittardia | VSV   | Wageningen | ZFC   |
| ----- | -------- | --------- | ----- | ----- | --------- | --------- | -------- | ---------- | ------- | -------- | ------- | ----- | ----- | --------- | ----- | ---------- | ----- |
| Thuis | 2 – 0    | 1 – 4     | 0 – 5 | 1 – 1 | 1 – 2     | 2 – 0     | 4 – 0    | 2 – 2      | 1 – 0   | 2 – 2    | 2 – 1   | 5 – 2 | 2 – 2 | 0 – 2     | 1 – 0 | 1 – 1      | 3 – 1 |
| Uit   | 2 – 2    | 4 – 2     | 3 – 0 | 2 – 1 | 1 – 2     | 4 – 2     | 0 – 2    | 0 – 0      | 3 – 0   | 0 – 1    | 7 – 2   | 2 – 3 | 3 – 1 | 1 – 0     | 0 – 2 | 0 – 2      | 3 – 0 |

### KNVB Beker
| Groepsfase                                          | Fortuna                                                              | 5 – 0 (2 – 0) | SVV                                      |
| 13 augustus 1960 Plaats: Vlaardingen Floreslaan     | Jan van den Berg 18', 20', 55' Tinus Weber 65' Frans Mijnsbergen 71' |               |                                          |
| Groepsfase                                          | SVV                                                                  | 1 – 2 (0 – 0) | Hermes DVS                               |
| 18 september 1960 Plaats: Schiedam Frankelandsedijk | Gerrit van Pelt 76'                                                  |               | 60', –' Eddy van de Graaf                |
| Groepsfase                                          | Feijenoord                                                           | 4 – 3 (3 – 2) | SVV                                      |
| 1 januari 1961 Plaats: Rotterdam Stadion Feijenoord | Henk Schouten 15', 40' Jan Hordijk 37', 75'                          |               | 25' Joop Herwig 37', 70' Gerrit van Pelt |

## Statistieken SVV 1960/1961

### Eindstand SVV in de Nederlandse Eerste divisie B 1960 / 1961
| Stand | Gespeeld | Gewonnen | Gelijk | Verloren | Punten | Doelpunten voor | Doelpunten tegen |
| ----- | -------- | -------- | ------ | -------- | ------ | --------------- | ---------------- |
| 6e    | 34       | 14       | 7      | 13       | 35     | 52              | 60               |

### Topscorers
| #                    | Naam              | Goal |
| -------------------- | ----------------- | ---- |
| 1.                   | Joop Herwig       | 12   |
| 2.                   | Gerrit van Pelt   | 11   |
| 3.                   | Cor Corbeau       | 10   |
| 4.                   | Arend van Kampen  | 4    |
| 4.                   | Ab Kentie         | 4    |
| 6.                   | Gerard Slavenburg | 3    |
| 7.                   | Wim de Graaf      | 2    |
| 7.                   | Wout van Meeteren | 2    |
| 9.                   | Maarten van Beek  | 1    |
| 9.                   | Hans Hekman       | 1    |
| Onbekende doelpunten |                   |      |
| –                    | Onbekend          | 2    |
| Totaal               | Totaal            | 52   |

| #      | Naam            | Goal |
| ------ | --------------- | ---- |
| 1.     | Gerrit van Pelt | 3    |
| 2.     | Joop Herwig     | 1    |
| Totaal | Totaal          | 4    |